# To mænd i ødemarken
To mænd i ødemarken er en film instrueret af Jørgen Roos efter manuskript af Jørgen Roos.

## Handling
Kort før sin død i maj 1971, 90 år gammel, fortæller Ejnar Mikkelsen om en ekspedition til det nordøstlige Grønland i 1909, hvor han sammen med Iver P. Iversen skal lede efter de forsvundne fra Danmark-ekspeditionen 1907. Da de kommer tilbage til vinterhavnen fra slæderejsen til bunden af Danmarksfjorden, er de øvrige ekspeditionsdeltagere rejst til Danmark. Han fortæller om sammenholdet mellem ham og Iversen de to vintre, de tilbringer alene i hytten, og om den dag de bliver uvenner på grund af en pige - en pige på et postkort, afbildet sammen med 37 andre højskolepiger.